# Dimethylzink
Dimethylzink ist eine chemische Verbindung aus der Gruppe der organischen Zinkverbindungen.

## Geschichte
Dimethylzink wurde erstmals von Edward Frankland während seiner Arbeit mit Robert Bunsen im Jahre 1849 an der Universität Marburg (beim Versuch Radikale zu erzeugen) hergestellt. Nach dem Erhitzen einer Mischung von Zink und Methyliodid in einem luftdicht verschlossenen Gefäß gab es eine Stichflamme, nachdem die Dichtung geöffnet wurde.

## Gewinnung und Darstellung
Dimethylzink kann durch Reaktion von Methyliodid mit Zink-Kupfer-Legierung gewonnen werden, wobei neben Dimethylzink auch Zinkiodid entsteht.
{\displaystyle \mathrm {2\ Zn+2\ CH_{3}I\longrightarrow Zn(CH_{3})_{2}+ZnI_{2}} }
Alternativen sind die Reaktion von Zink mit Dimethylquecksilber, die Verwendung einer Grignard-Verbindung oder die Reaktion von Alkoholaten oder Halogeniden des Zinks mit Trimethylaluminium. Eine einfache Methode ist die Umsetzung von wasserfreiem Zinkacetat mit Trimethylaluminium.

## Eigenschaften
Dimethylzink ist eine selbstentzündliche Flüssigkeit, welche heftig bei Kontakt mit Feuchtigkeit oder feuchter Luft reagiert. Das technische Produkt wird in Lösung in Heptan oder Toluol gehandelt.

## Struktur
Im Festkörper liegt die Verbindung in zwei Modifikationen vor. Die Hochtemperaturphase weist eine zweidimensionale Fehlordnung auf, während die Tieftemperaturphase geordnet ist. Die Moleküle sind linear aufgebaut; die Zn-C-Bindungslänge beträgt 1,927(6) Å. In der Gasphase wurde ein Zn-C-Abstand von 193,0(2) pm gemessen.

## Verwendung
Dimethylzink kann anstelle der entsprechenden Lithium- oder Magnesiumverbindungen bei organischen Synthesen eingesetzt werden, wenn unter relativ milden und nichtbasischen Bedingungen organyliert werden soll. Wegen des hohen Dampfdrucks ist Dimethylzink ein hervorragender Ausgangsstoff für die metallorganische chemische Gasphasenabscheidung (engl. metal organic chemical vapor deposition, MOCVD) von II-VI-Halbleiterschichten (z. B. ZnO, ZnS, ZnSe, ZnTe) und p-dotierten III–V Halbleitern (z. B. GaAs, InP, AlxGa1-xAs), welche eine Vielzahl von elektronischen und optoelektronischen Anwendungen haben.